# Josef Kvída
Josef Kvída (Příbram, 23 januari 1997) is een Tsjechisch voetballer die doorgaans als verdediger speelt. Hij verruilde medio 2020 N.E.C. voor Paphos FC.

## Carrière

### PEC Zwolle
Tot 2015 kwam Kvída uit in de jeugdopleiding van de Tsjechische voetbalclub 1. FK Příbram. In juni 2015 tekende hij een tweecontract bij PEC Zwolle. Op 3 december 2016 debuteerde hij voor de Zwolse club, in de uitwedstrijd tegen SBV Vitesse. Uiteindelijk kwam hij maar tot twee wedstrijden voor PEC.

### Almere City
Wegens gebrek aan speeltijd bij PEC werd Kvida in de zomer van 2017 voor één seizoen verhuurd aan Almere City FC. Onder trainer Jack de Gier speelde hij in de Eerste Divisie en in de KNVB Beker 26 wedstrijden, waarin hij eenmaal scoorde. Teruggekeerd bij PEC bleek er geen plek meer voor hem te zijn.

### N.E.C.
Ondanks een doorlopend contract mocht Kvida in de zomer van 2018 transfervrij vertrekken. Zijn oud-trainer De Gier, die diezelfde zomer naar N.E.C. vertrokken was, nam hem mee naar Nijmegen, waar hij een meerjarig contract tekende. Op 17 augustus maakte hij tijdens de eerste speelronde zijn debuut voor N.E.C. in de thuiswedstrijd tegen SC Cambuur. Op 14 september scoorde hij in de met 4-4 gelijkgespeelde thuiswedstrijd tegen Jong PSV zijn eerste goal voor de club. Hij viel na tachtig minuten in voor aanvaller Brahim Darri. Na twee seizoenen werd de optie in zijn aflopende contract in de zomer van 2020 niet gelicht, mede door de uitgebroken coronacrisis.

### Pafos FC
Op 4 augustus 2020 vervolgde Kvída zijn loopbaan op Cyprus waar hij een driejarig contract ondertekende bij Pafos FC dat uitkomt in de A Divizion.

### Carrièrestatistieken
| Seizoen                     | Club            | Competitie      | Competitie | Competitie | Beker | Beker | Internationaal | Internationaal | Overig | Overig | Totaal | Totaal |
| Seizoen                     | Club            | Competitie      | Wed.       | Dlp.       | Wed.  | Dlp.  | Wed.           | Dlp.           | Wed.   | Dlp.   | Wed.   | Dlp.   |
| --------------------------- | --------------- | --------------- | ---------- | ---------- | ----- | ----- | -------------- | -------------- | ------ | ------ | ------ | ------ |
| 2015/16                     | PEC Zwolle      | Eredivisie      | 0          | 0          | 0     | 0     | 0              | 0              | 0      | 0      | 0      | 0      |
| 2016/17                     | PEC Zwolle      | Eredivisie      | 2          | 0          | 0     | 0     | 0              | 0              | 0      | 0      | 2      | 0      |
| 2017/18                     | → Almere City   | Eerste divisie  | 24         | 1          | 2     | 0     | 0              | 0              | 0      | 0      | 26     | 1      |
| 2018/19                     | N.E.C.          | Eerste divisie  | 33         | 3          | 2     | 0     | 0              | 0              | 2      | 0      | 37     | 3      |
| 2019/20                     | N.E.C.          | Eerste divisie  | 27         | 2          | 1     | 0     | 0              | 0              | 0      | 0      | 28     | 2      |
| 2020/21                     | Pafos FC        | A Divizion      | 28         | 1          | 0     | 0     | 0              | 0              | 0      | 0      | 28     | 1      |
| 2021/22                     | Pafos FC        | A Divizion      | 27         | 1          | 1     | 0     | 0              | 0              | 0      | 0      | 28     | 1      |
| 2022/23                     | Pafos FC        | A Divizion      | 34         | 2          | 6     | 0     | 0              | 0              | 0      | 0      | 40     | 2      |
| 2023/24                     | Pafos FC        | A Divizion      | 27         | 0          | 1     | 0     | 0              | 0              | 0      | 0      | 28     | 0      |
| Carrière totaal             | Carrière totaal | Carrière totaal | 202        | 10         | 13    | 0     | 0              | 0              | 2      | 0      | 217    | 10     |
| Bijgewerkt tot 6 maart 2024 |                 |                 |            |            |       |       |                |                |        |        |        |        |

## Interlandcarrière
Tsjechië onder 20
Op 1 september 2016 debuteerde Kvída in Tsjechië –20, in een kwalificatiewedstrijd tegen Nederland –20 (1 – 4).
| Interlands van Josef Kvída | Interlands van Josef Kvída | Interlands van Josef Kvída | Interlands van Josef Kvída | Interlands van Josef Kvída | Interlands van Josef Kvída |
| ?                          | Datum                      | Wedstrijd                  | Uitslag                    | Soort Wedstrijd            | Doelpunten                 |
| Als speler bij PEC Zwolle  | Als speler bij PEC Zwolle  | Als speler bij PEC Zwolle  | Als speler bij PEC Zwolle  | Als speler bij PEC Zwolle  | Als speler bij PEC Zwolle  |
| -------------------------- | -------------------------- | -------------------------- | -------------------------- | -------------------------- | -------------------------- |
| 1.                         | 1 september 2016           | Nederland – Tsjechië       | 4 – 1                      | Vriendschappelijk          | 0                          |
| 2.                         | 4 september 2016           | Nederland – Tsjechië       | 1 – 1                      | Vriendschappelijk          | 1                          |

Tsjechië onder 19
Op 8 oktober 2015 debuteerde Kvída in Tsjechië –19, in een kwalificatiewedstrijd tegen Armenië –19 (0 – 1).
| Interlands van Josef Kvída | Interlands van Josef Kvída | Interlands van Josef Kvída | Interlands van Josef Kvída | Interlands van Josef Kvída | Interlands van Josef Kvída |
| ?                          | Datum                      | Wedstrijd                  | Uitslag                    | Soort Wedstrijd            | Doelpunten                 |
| Als speler bij PEC Zwolle  | Als speler bij PEC Zwolle  | Als speler bij PEC Zwolle  | Als speler bij PEC Zwolle  | Als speler bij PEC Zwolle  | Als speler bij PEC Zwolle  |
| -------------------------- | -------------------------- | -------------------------- | -------------------------- | -------------------------- | -------------------------- |
| 1.                         | 8 oktober 2015             | Armenië – Tsjechië         | 0 – 4                      | Kwalificatie EK 2016 –19   | 0                          |
| 2.                         | 10 oktober 2015            | Estland – Tsjechië         | 1 – 2                      | Kwalificatie EK 2016 –19   | 0                          |
| 3.                         | 2 februari 2016            | Griekenland – Tsjechië     | 1 – 1                      | Vriendschappelijk          | 0                          |
| 4.                         | 25 februari 2016           | Turkije – Tsjechië         | 2 – 3                      | Vriendschappelijk          | 0                          |
| 5.                         | 24 maart 2016              | Tsjechië – Roemenië        | 3 – 0                      | Kwalificatie EK 2016 –19   | 0                          |
| 6.                         | 29 maart 2016              | Oostenrijk – Tsjechië      | 3 – 1                      | Kwalificatie EK 2016 –19   | 0                          |

Tsjechië onder 18
Op 28 april 2014 debuteerde Kvída in Tsjechië –18, in een vriendschappelijke wedstrijd tegen Oekraïne –18 (0 – 1).
| Interlands van Josef Kvída   | Interlands van Josef Kvída   | Interlands van Josef Kvída   | Interlands van Josef Kvída   | Interlands van Josef Kvída   | Interlands van Josef Kvída   |
| ?                            | Datum                        | Wedstrijd                    | Uitslag                      | Soort Wedstrijd              | Doelpunten                   |
| Als speler bij 1. FK Príbram | Als speler bij 1. FK Príbram | Als speler bij 1. FK Príbram | Als speler bij 1. FK Príbram | Als speler bij 1. FK Príbram | Als speler bij 1. FK Príbram |
| ---------------------------- | ---------------------------- | ---------------------------- | ---------------------------- | ---------------------------- | ---------------------------- |
| 1.                           | 28 april 2014                | Oekraïne – Tsjechië          | 1 – 0                        | Vriendschappelijk            | 0                            |
| 2.                           | 1 mei 2014                   | Slowakije – Tsjechië         | 1 – 0                        | Vriendschappelijk            | 0                            |
| 3.                           | 2 mei 2014                   | België – Tsjechië            | 1 – 4                        | Vriendschappelijk            | 0                            |
| 4.                           | 21 augustus 2014             | Verenigde Staten – Tsjechië  | 3 – 2                        | Vriendschappelijk            | 0                            |
| 5.                           | 23 augustus 2014             | Tsjechië – Slowakije         | 2 – 0                        | Vriendschappelijk            | 0                            |
| 6.                           | 13 november 2014             | Turkije – Tsjechië           | 2 – 0                        | Vriendschappelijk            | 0                            |
| 7.                           | 17 november 2014             | Nederland – Tsjechië         | 1 – 0                        | Vriendschappelijk            | 0                            |
| 8.                           | 23 april 2015                | Rusland – Tsjechië           | 2 – 1                        | Vriendschappelijk            | 0                            |

Tsjechië onder 17
Op 28 maart 2014 debuteerde Kvída in Tsjechië –17, in een kwalificatiewedstrijd tegen Italië –17 (0 – 1).
| Interlands van Josef Kvída   | Interlands van Josef Kvída   | Interlands van Josef Kvída   | Interlands van Josef Kvída   | Interlands van Josef Kvída   | Interlands van Josef Kvída   |
| ?                            | Datum                        | Wedstrijd                    | Uitslag                      | Soort Wedstrijd              | Doelpunten                   |
| Als speler bij 1. FK Príbram | Als speler bij 1. FK Príbram | Als speler bij 1. FK Príbram | Als speler bij 1. FK Príbram | Als speler bij 1. FK Príbram | Als speler bij 1. FK Príbram |
| ---------------------------- | ---------------------------- | ---------------------------- | ---------------------------- | ---------------------------- | ---------------------------- |
| 1.                           | 28 maart 2014                | ARM – Tsjechië               | 0 – 4                        | Kwalificatie EK 2014 –17     | 0                            |